# Signos de puntuación
Los signos de puntuación son todos aquellos signos ortográficos que, en un texto escrito, delimitan las frases, enunciados nominales, verbales y oracionales, establecen la jerarquía sintáctico-lógica de las proposiciones para conseguir estructurar el texto, ordenan las ideas y las jerarquizan en principales y secundarias.
La puntuación varía según el idioma y el estilo de escritura; sin embargo, las diferencias de estilo no impiden que se pueda hablar de ciertas normas mínimas en la utilización de los signos. Bajo un punto de vista normativo, algunos usos son considerados incorrectos en determinados idiomas.
No obstante, más allá de cualquier norma, los signos de puntuación componen también la arquitectura del pensamiento escrito. En este sentido, y tal y como sucede en la poesía, desde hace más de un siglo, no existen normas exactas para regular el correcto uso de los signos en las partituras, tanto narrativas como poéticas. En términos de principios y parámetros, los signos de puntuación entrarían a formar parte de los parámetros del lenguaje, [cita requerida] y, en consecuencia, se sitúan en un proceso de constante evolución y son variables, por lo que pueden depender de otros factores.
Si la finalidad última es la comunicación y los factores o situación comunicativa, la intencionalidad, etc, podría resultar paradójico encontrarse con licencias ortográficas que no respetan el modo convencional de escritura que, sin embargo, expresan los conceptos y los ritmos internos, invisibles de otra manera.

## Historia
Los primeros sistemas de escritura eran logográficos o silábicos, por ejemplo, la escritura china y la maya, que no necesariamente requieren puntuación, ni tampoco espaciado. Esto se debe a que todo el morfema o palabra generalmente se agrupa en un solo glifo, por lo que el espaciado no ayuda tanto a distinguir dónde termina una palabra y dónde comienza la otra. La desambiguación y el énfasis se pueden comunicar fácilmente sin puntuación mediante el empleo de una forma escrita con una fraseología ligeramente diferente de la que se usaría al hablar. De todos modos, actualmente tampoco es posible para ningún idioma comunicar todos los matices y el énfasis de un acto de habla en la forma escrita, por bien que se use la puntuación.
Los antiguos textos clásicos chinos se transmitieron sin puntuación. Sin embargo, muchos textos de bambú del período de los Estados Combatientes contienen los símbolos ⟨└⟩ y ⟨▄⟩ que indican el final de un capítulo y punto final, respectivamente. Por la dinastía Song, la adición de puntuación a los textos por parte de los eruditos para ayudar a la comprensión se hizo común.
Las escrituras alfabéticas más antiguas (fenicia, hebrea y otras de la misma familia) no tenían mayúsculas, ni espacios, ni vocales (ver abjad) y utilizaban pocos signos de puntuación. Esto funcionaba siempre que el texto se restringiera a una gama limitada de temas (por ejemplo, la escritura utilizada para registrar transacciones comerciales). La puntuación es históricamente una ayuda para leer en voz alta.
El documento más antiguo conocido que utiliza puntuación es el Mesha Stele (siglo IX a. C.): emplea puntos entre las palabras y trazos horizontales entre secciones como puntuación. 

### Antigüedad occidental
La mayoría de los textos se siguieron escribiendo en escritura continua, es decir, sin ninguna separación entre las palabras. Sin embargo, los griegos, alrededor del siglo V a. C., usaban esporádicamente signos de puntuación que constaban de puntos dispuestos verticalmente, generalmente dos (dicolón) o tres (tricolón) como ayuda en la lectura en voz alta de textos. Los dramaturgos griegos como Eurípides y Aristófanes usaron símbolos para distinguir los extremos de las frases en el drama escrito: esto esencialmente ayudaba al elenco de la obra a saber cuándo detenerse. Después de 200 a. C., los griegos utilizaron el sistema de Aristófanes de Bizancio (llamado théseis) de un solo punto (punctus) colocado a diferentes alturas para marcar los discursos en las divisiones retóricas:
- hypostigmḗ - un punctus bajo en la línea de base para marcar un komma (unidad más pequeña que una cláusula)
- stigmḕ mésē - un punctus a media altura para marcar una cláusula (kōlon)
- stigmḕ teleía - un punctus alto para marcar una oración (periodos)

Además, los griegos usaban los párrafos (o gamma) para marcar el comienzo de las oraciones, los dobles marginales para marcar las citas y un koronis para indicar el final de las secciones principales.
Los romanos (c. siglo I a. C.) también usaban ocasionalmente símbolos para indicar pausas, pero el théseis griego, llamado distinctiones, prevaleció hasta el siglo IV d. C. según informan Elio Donato e Isidoro de Sevilla (siglo VII). Además, los textos a veces se presentaban per capitula, con cada oración en su propia línea separada. Se usaron diples (corchetes angulares), pero al final del período estos a menudo degeneraron en marcas en forma de coma.

### Edad Media
La puntuación se desarrolló mucho cuando comenzaron a producirse grandes cantidades de copias de la Biblia. Estas fueron diseñadas para ser leídas en voz alta, por lo que los copistas comenzaron a introducir una serie de marcas para ayudar al lector, incluida la sangría, varios signos de puntuación (diple, párrafo, simplex ductus) y una versión temprana de mayúsculas iniciales (litterae notabiliores). Jerome y sus colegas, que hicieron una traducción de la Biblia al latín, la Vulgata (c. AD 400), emplearon un sistema de diseño basado en prácticas establecidas para enseñar los discursos de Demóstenes y Cicerón. Bajo su diseño per cola et commata, cada unidad de sentido tenía sangría y se le daba su propia línea. Este diseño se utilizó únicamente para manuscritos bíblicos durante los siglos V a IX, pero se abandonó a favor de la puntuación.
En los siglos VII y VIII, los escribas irlandeses y anglosajones, cuyas lenguas nativas no se derivaban del latín, agregaron más señales visuales para que los textos fueran más inteligibles. Los escribas irlandeses introdujeron la práctica de la separación de palabras. Del mismo modo, los escribanos insulares adoptaron el sistema de distinctiones mientras lo adaptaban para un guion minúsculo (para ser más prominente) al usar una altura no diferente sino un número diferente de marcas, alineadas horizontalmente (o algunas veces triangularmente) para significar el valor de una pausa: una para una pausa menor, dos para una media y tres para una mayor. Los más comunes fueron el punctus, una marca en forma de coma y una marca en forma de 7 (comma positura), que a menudo se usan en combinación. Las mismas marcas podrían usarse en el margen para marcar las citas.
A finales del siglo VIII surgió un sistema diferente en Francia bajo la dinastía carolingia, las posituras, que indicaban originalmente cómo debería modularse la voz al cantar la liturgia, y que se extendieron a cualquier texto destinado a ser leído en voz alta, y luego a todos los manuscritos. La positura llegó por primera vez a Inglaterra a finales del siglo X, probablemente durante el movimiento de reforma benedictina, pero no fue adoptado hasta después de la conquista normanda. Las posituras originales fueron el punctus, punctus elevatus, punctus versus y punctus interrogativus, pero se agregó un quinto símbolo, el punctus flexus en el siglo X para indicar una pausa de un valor entre el punctus y el punctus elevatus. A fines del siglo XI o principios del siglo XII, el punctus versus desapareció y fue sustituido por el punctus simple (ahora con dos valores distintos).
La Baja Edad Media vio la adición de la vírgula suspensiva (barra o barra con un punto medio) que a menudo se usaba junto con el punctus para diferentes tipos de pausas. Las citas directas se marcaron con diples marginales, como en la Antigüedad, pero desde al menos los escribas del siglo XII también comenzaron a poner diples (a veces dobles) dentro de la columna de texto.

### Era de la imprenta
La cantidad de material impreso y sus lectores comenzaron a aumentar después de la invención del tipo móvil en Europa en los 1450. Como explicó la escritora y editora Lynne Truss, "El aumento de la imprenta en los siglos XIV y XV significaba que se requería con urgencia un sistema estándar de puntuación". Los libros impresos, cuyas letras eran uniformes, podían leerse mucho más rápidamente que los manuscritos. La lectura rápida, o la lectura en voz alta, no daba tiempo para analizar las estructuras de las oraciones. Este aumento de la velocidad condujo a un mayor uso y finalmente a la estandarización de la puntuación, que mostró las relaciones de las palabras entre sí: donde termina una oración y comienza otra, por ejemplo. 
La introducción de un sistema estándar de puntuación también se ha atribuido a los impresores venecianos Aldus Manutius y su nieto. Se les atribuye la popularización de la práctica de terminar las oraciones con dos puntos o punto final (punto), inventar el punto y coma, hacer uso ocasional de paréntesis y crear la coma moderna bajando la vírgula. En 1566, Aldus Manutius el joven pudo afirmar que el principal objeto de la puntuación era la aclaración de la sintaxis.
En el siglo XIX, la puntuación en el mundo occidental había evolucionado para clasificar las marcas jerárquicamente, en términos de peso. 
El poema de Cecil Hartley identifica sus valores relativos:
La parada señala, con verdad, el tiempo de pausa
Se requiere una oración en cada cláusula.
En cada coma, deténgase mientras cuenta;
En punto y coma, dos es la cantidad;
Los 2 puntos requieren el tiempo de tres;
El punto cuatro, según los hombres sabios están de acuerdo.
El uso de la puntuación no se estandarizó hasta después de la invención de la impresión. De acuerdo con la edición de 1885 de The American Printer, la importancia de la puntuación se observó en varios dichos de los niños, tales como:
Carlos Primero caminó y habló
Media hora después de que le cortaran la cabeza.
Con un punto y coma y una coma añadida, se lee:
Carlos Primero caminó y habló;
Media hora después, le cortaron la cabeza.
En un manual de tipografía del siglo XIX, Thomas MacKellar escribe: 

Poco después de la invención de la imprenta, la necesidad de pausas o pausas en las oraciones para la orientación del lector produjo el colon y el punto completo. En el proceso de tiempo, se agregó la coma, que entonces era simplemente una línea perpendicular, proporcionada al cuerpo de la letra. Estos tres puntos fueron los únicos utilizados hasta el final del siglo XV, cuando Aldo Manuccio dio una mejor forma a la coma y agregó el punto y coma; la coma denota la pausa más corta, el punto y coma a continuación, luego los dos puntos y el punto completo que termina la oración. Los signos de interrogación y admiración se introdujeron muchos años después.

### Máquinas de escribir y comunicación electrónica
La introducción de la telegrafía eléctrica con un conjunto limitado de códigos de transmisión y máquinas de escribir con un conjunto limitado de teclas influyó sutilmente en la puntuación. Por ejemplo, las comillas curvas y los apóstrofes se dividieron en dos caracteres (' y "). El guion, el signo menos y los guiones de varios anchos se dividieron en un solo carácter (-), a veces repetido para representar un guion largo. Los espacios de diferentes anchos disponibles para las máquinas de escribir profesionales generalmente fueron reemplazados por un solo espacio de ancho de caracteres completos, con tipos de letra monoespaciados. En algunos casos, el teclado de una máquina de escribir no incluía un signo de exclamación (!), pero se improvisaba con la superposición de un apóstrofo y un punto; el código Morse original no tenía signo de exclamación.
Estas simplificaciones se llevaron a la escritura digital, con las teleimpresoras y el conjunto de caracteres ASCII que admite esencialmente los mismos caracteres que las máquinas de escribir. El tratamiento del espacio en blanco en HTML desalentó la práctica (en prosa en inglés) de poner dos espacios completos después de un punto, ya que un espacio simple o doble aparecería igual en la pantalla. (Algunas guías de estilo ahora desalientan los espacios dobles, y algunas herramientas de escritura electrónica, incluido el software de Wikipedia, reducen automáticamente los espacios dobles a uno solo). El conjunto tradicional completo de herramientas de composición tipográfica estuvo disponible con la llegada de la edición de escritorio y procesadores de texto más sofisticados. A pesar de la adopción generalizada de conjuntos de caracteres como Unicode que permiten usar la puntuación de la composición tipográfica tradicional, formatos tales como los mensajes de texto tienden a utilizar el estilo simplificado de puntuación ASCII, con la incorporación de nuevos caracteres que no son de texto, como los emoji. El texto informal de tipo SMS tiende a eliminar la puntuación cuando no es necesaria, incluso con formas que se considerarían errores en una escritura más formal.
En la era de la computadora, los caracteres de puntuación se han reciclado para su uso en lenguajes de programación y URL. Debido a su uso en el correo electrónico y los identificadores de Twitter, el signo arroba (@) pasó de ser un carácter oscuro utilizado principalmente por vendedores de productos a granel (10 libras a $ 2.00 por libra), a un carácter muy común en uso común. La tilde (~), que en tipo movible solo se utilizaba en combinación con vocales, por razones mecánicas terminó como una clave separada en máquinas de escribir mecánicas, y como con @, se le ha dado un uso completamente nuevo.
Los principales signos de puntuación son el punto, la coma, el punto y coma, dos puntos, las comillas, los paréntesis, los signos de interrogación, los signos de exclamación, los puntos suspensivos y el guion.
Véase comillas para comillas bajas, latinas, españolas o angulares.

## Lista de signos de puntuación en español

### Punto
El punto (.) es el signo de puntuación que se coloca al final de los enunciados y las oraciones gramaticales en español, y también en la mayoría de los lenguajes escritos con el alfabeto latino; se escribe sin dejar espacio de separación con el carácter que precede, pero dejando un espacio con el carácter que sigue a continuación, a no ser que dicho carácter sea de cierre. Existen tres clases de punto: el punto y seguido, el punto y aparte y el punto final. Generalmente, indica una entonación descendente.
Punto y seguido
Separa enunciados dentro de un párrafo. Quiere decir que se continúa escribiendo a continuación del punto; la primera letra escrita en este caso irá en mayúscula. Por ejemplo: «Historia de España. El descubrimiento de América». Se denomina punto y seguido, nombre más lógico y recomendable que el también usual de punto seguido.
Punto y aparte
Separa dos párrafos de contenido diferente dentro del texto. A continuación hay que comenzar a escribir en línea distinta. Para seguir las normas se debe comenzar en mayúscula. Se denomina punto y aparte, aunque en algunas zonas de América se dice punto aparte.
Punto final
Siempre se coloca al final, cerrando un texto o enunciado. No es correcta la denominación punto y final, creada por analogía de las correctas punto y seguido y punto y aparte.
También se usa el punto para indicar que la palabra anterior es una abreviatura. En este caso se escribe la abreviatura seguida del punto y se continúa escribiendo de forma usual. Esta última clase de punto no se aplica en determinadas abreviaturas como puntos cardinales, acrónimos o medidas, que se consideran símbolos.

### Coma
La coma (,) es un signo de puntuación que señala una breve pausa dentro del enunciado. Se escribe sin dejar espacio de separación con el carácter que precede, pero dejando un espacio con el carácter que sigue a continuación. Se emplea para separar los miembros de una enumeración o sucesión, ya sean palabras o frases, salvo los que vengan precedidos por alguna de las conjunciones y, e, o, u o ni. Por ejemplo:

María volvió a casa, hizo los deberes, cenó y se fue a la cama.

Mi casa tiene muebles, mesas y cuatro camas.

Hay tendencias que admiten su uso para separar dos miembros independientes de una oración, haya o no conjunción entre ellos, siempre y cuando sean realmente independientes; pues, si no, estaríamos en el caso anterior:

Los soldados saludaban, la gente aplaudía y los niños no paraban de cantar.

También se utiliza para delimitar o aislar una aclaración o inciso (palabras u oraciones incidentales):

Nacho, mi primo, acaba de conseguir su primer empleo.

Las locuciones conjuntivas o adverbiales, sea cual sea su posición, van precedidas y seguidas de coma, tales como: en efecto, es decir, en fin, por consiguiente.

### Punto y coma
El punto y coma (;) se utiliza para unir dos oraciones relacionadas en una sola frase:
- María estaba apenada por el examen. + María tendrá que estudiar más. = María estaba apenada por el examen; tendrá que estudiar más.
- Está lloviendo mucho. + No podemos ir caminando. = Está lloviendo mucho; no podemos ir caminando.

Generalmente se puede sustituir por construcciones del tipo: 
- María estaba apenada por el examen y tendrá que estudiar más.
- No podremos ir caminando porque está lloviendo mucho.

También sirve para separar los elementos de una enumeración cuando se trata de expresiones que incluyen comas: 
- Había que estar en contacto con la naturaleza; dejar entrar el cielo, el mar y el viento; dormir sobre tablones, sobre el suelo; sentarse en sillas medio rotas.

Además, se usa delante de las conjunciones o locuciones como pero, más, aunque, sin embargo, por tanto y por consiguiente cuando los enunciados tienen cierta longitud:
—Creemos en la creatividad y la ruptura de los opresores cánones antiguos como medio de vida; no obstante, somos conscientes de que es necesario mantener un mínimo de tradición en nuestros trabajos.

### Dos puntos
Este signo de puntuación (:) representa una pausa mayor que la de la coma y menor que la del punto. Detiene el discurso para llamar la atención sobre lo que sigue, que siempre está en estrecha relación con el texto precedente. Un uso importante y frecuente de este signo es introducir citas textuales (uso que a veces se le atribuye incorrectamente a la coma).
Ej:  “Hay alerta de huracán: se han suspendido todos los vuelos.”

### Comillas: simples y dobles
Las comillas (‘ ’, “ ”, « ») son signos de puntuación que se colocan al principio y al final de las frases o palabras escritas como citas o ejemplos, o aquellas que se quiere destacar, ya sea por importancia que le dé el autor o por su carácter irónico, vulgar o extranjero e impropio de la lengua que se está usando. A pesar de que está extendido el uso de las comillas inglesas (“ ”) es preferible emplear antes las angulares o españolas (« ») y reservar aquellas, y finalmente las simples (‘ ’), para cuando deban entrecomillarse partes de un texto ya entrecomillado. Se utilizan, por ejemplo:
1. Para citar textualmente algo: p. ej., «Me dijo que “supuestamente llegaría hoy”».
2. Para señalar palabras usadas en un sentido distinto del normal, con el fin de indicar que se han seleccionado a propósito y no por error.
3. Para indicar la intención irónica o sarcástica del empleo de una palabra.
4. Para indicar algo sobre una palabra o expresión.
5. Para presentar el significado de una palabra o expresión.
6. Para destacar que una palabra o expresión es extranjera, se trata de un apodo o de un seudónimo.

En español se utilizan tres tipos de comillas:
1. Comillas castellanas, latinas, españolas, angulares dobles o guillemet (« »).
2. Comillas dobles o inglesas (“ ”).
3. Comillas simples (‘ ’).

Se distingue entre comillas de apertura («, “, ‘) y comillas de cierre (», ”, ’).
Cada uno de estos signos tiene su propio uso. Como norma general, como primera opción se utilizan las comillas angulares. Si dentro de lo ya entrecomillado apareciera una segunda cita, se utilizarían otras comillas, siendo preferibles las inglesas, para dejar como recurso final las simples. Lo más frecuente es entrecomillar, desde fuera hacia dentro, en el orden siguiente: «...“...‘...’...”...»
Las comillas simples se utilizan para marcar ejemplos en casos en que no resulta apropiado el uso de la cursiva. También se prefiere su uso para presentar el significado de una palabra:
«—El autor dijo: “Las comillas ('signos de puntuación utilizados para demarcar niveles distintos en una oración') se usan profusamente en mi obra”.»
Dice la norma que los signos de puntuación de una oración que contiene un texto entrecomillado deben colocarse después de las comillas de cierre, excepto cuando ese texto no pertenezca a ninguna otra oración, es decir, cuando la frase u oración entrecomillada sea individual.
En español no se deja espacio alguno entre las comillas y su contenido. Cada idioma tiene sus propias normas de aplicación de las comillas.

### Paréntesis, corchetes y llaves
Los paréntesis (en singular paréntesis) son signos de puntuación. Se usan en pares para separar o intercalar un texto dentro de otro o para hacer una aclaración. Los distintos tipos son:
- los paréntesis propiamente dichos: ( )
- los corchetes: [ ]
- las llaves: { }

Para distinguir ambos paréntesis se usa decir:
- Paréntesis que abre o paréntesis izquierdo al símbolo (.
- Paréntesis que cierra o paréntesis derecho al símbolo ).

Igual que las comillas, cuando se han de emplear varias veces en un mismo fragmento se utilizan de la siguiente manera:
(…[…{…}…]…)

### Signos de interrogación
El signo de interrogación (¿ ?) es usado para hacer una pregunta. Su origen se encuentra en el latín. La palabra «cuestión» viene del latín questio, o 'pregunta', abreviado como «Qo». Esta abreviación se transformó en el signo de interrogación.
En la mayoría de los idiomas se utiliza un único signo de interrogación al final de la frase interrogativa: How old are you? (inglés; en español «¿Cuántos años tienes?»). Este fue el uso habitual también en español, hasta mucho después de que la segunda edición de la Ortografía de la Real Academia, en 1754, declarase preceptivo iniciar las preguntas con el signo de apertura de interrogación invertido (¿), y terminarlas con el signo de interrogación ya existente (?) («¿Cuántos años tienes?») al tiempo que se ordenaba lo mismo para los signos de exclamación (¡) y (!). La adopción fue lenta, y se encuentran libros, incluso del siglo XIX, que no utilizan tales signos de apertura. Finalmente se generalizó, seguramente debido a que la sintaxis del español no ayuda en muchos casos a deducir en qué momento se inicia la frase interrogativa, al contrario que en otros idiomas.
Una variante que no llegó a generalizarse fue la de utilizar la apertura únicamente cuando el enunciado fuera largo, o con riesgo de ambigüedad, pero no para las frases breves y claramente interrogativas, como «Quién vive?». La influencia del inglés está haciendo retornar este viejo criterio. Incluso es común que en las salas de chat o conversaciones en línea en español se use solamente el signo (?) para preguntar, ya que ahorra tiempo al presionar las teclas. Esto podría no tener gran importancia debido a que se está utilizando en conversaciones informales.

### Signos de exclamación
Los signos ¡ ! se utilizan para señalar el carácter exclamativo o representar una forma de actuar en una oración. Se escriben para empezar y finalizar una oración exclamativa, exhortativa o imperativa. También van entre signos de exclamación las interjecciones:
- —¡Ayuda!
- —¡Cuidado con el perro!
- —¡Pero qué buena idea!
- —¡Genial!
- —¡Excelente!

### Puntos suspensivos
Los puntos suspensivos (…) son tres puntos sin espacios entre ellos, son un único signo de puntuación que se utiliza al final de una palabra, frase u oración en lugar del punto u otro signo. Se utilizan para dejar en duda, continuación o en suspenso una acción y son alineados horizontalmente al nivel de la línea base de escritura. También indican que una o varias palabras han sido suprimidas por razones gramaticales o de estilo (asíndeton, elipsis).

### Raya
La raya (—), que no debe confundirse con el guion bajo (_) —especialmente en contextos informáticos— ni con el guion (-) —el cual es más corto— ya que tienen usos y significados muy diferentes, se usa para introducir un inciso dentro de un enunciado más extenso y para señalar en los diálogos la intervención de cada locutor y los comentarios e incisos del narrador. Se escriben dos, una para abrir y otra para cerrar, excepto cuando el diálogo no prosigue, que es recomendable suprimir la última y sustituirla por el obligatorio punto; además, se escriben separadas del resto de la frase con un espacio, y pegadas al propio inciso. En el caso de los incisos puede sustituir a la coma para mayor aislamiento de los mismos y también a los paréntesis, pero para expresar uno menor.
Usos de la raya:
1. Para encerrar los elementos intercalados, en lugar de comas:
  - Las prendas del espíritu joven —el entusiasmo y la esperanza— corresponden, en las armonías de la historia y la naturaleza, al movimiento y a la luz.
  - Para lograr una buena imagen —que impacte— cuida tus modales.
  - No iré sino mañana —dijo el niño.
2. En los diálogos de estilo directo, para separar el discurso de cada personaje:

—Luis, la primera impresión en una entrevista es definitiva.
—Lo sé y me estoy preparando.
—Te deseo mucho éxito.
Para escribir la raya con el teclado informático español, en Microsoft Windows se mantiene presionada la tecla «Alt» mientras se pulsa «0151» en el teclado numérico. En sistemas operativos de Apple se puede conseguir el mismo efecto con «Alt» y la tecla guion (-) en ordenadores Mac.